# فرودگاه م بوکی
فرودگاه م بوکی (به انگلیسی: M'Boki Airport) یک فرودگاه همگانی با کد یاتا MKI است که یک باند فرود خاک رس دارد و طول باند آن ۱۷۰۰ متر است. این فرودگاه در کشور جمهوری آفریقای مرکزی قرار دارد و در ارتفاع ۶۰۰ متری از سطح دریا واقع شده‌است.